# Aeroporto de Cacoal
O Aeroporto de Cacoal – Capital do Café (IATA: OAL, ICAO: SSKW) é um aeroporto localizado no estado brasileiro de Rondônia. Sediado na cidade de Cacoal, também serve a várias cidades vizinhas, como Pimenta Bueno, Espigão do Oeste, Rolim de Moura, Ministro Andreazza e São Miguel do Guaporé.
Foi inaugurado em 27 de março de 2010 e está localizado a 249 metros de altitude. Atualmente a cidade é atendida com dois voos semanais para a cidade de Cuiabá através da Azul Linhas Aéreas.

## O Projeto
O projeto do aeroporto de Cacoal nasceu em 1990, durante uma audiência do deputado Nilton Capixaba com o ex-presidente da República, Fernando Henrique Cardoso. Na oportunidade, o parlamentar apresentou ao presidente um projeto para construção do aeroporto na cidade, porém, somente 20 anos depois, que o aeroporto foi construído. 
O projeto requereu investimentos de mais de R$ 20 milhões. 
O antigo aeroporto de Cacoal foi desativado por resolução da Agência Nacional de Aviação Civil (ANAC) em 03 de junho de 2009 e o novo aeroporto foi inaugurado no ano seguinte.

## Características
O Aeroporto de Cacoal é um dos mais modernos da região Norte. A pista de pousos e decolagens conta com 2100 metros. O aeroporto conta ainda com equipamentos de segurança, internet, telefone, aparelho de raio-x e os funcionários que atendem no local foram todos aprovados no curso realizado pela  Agência Nacional de Aviação Civil.

## Companhias Aéreas e Destinos

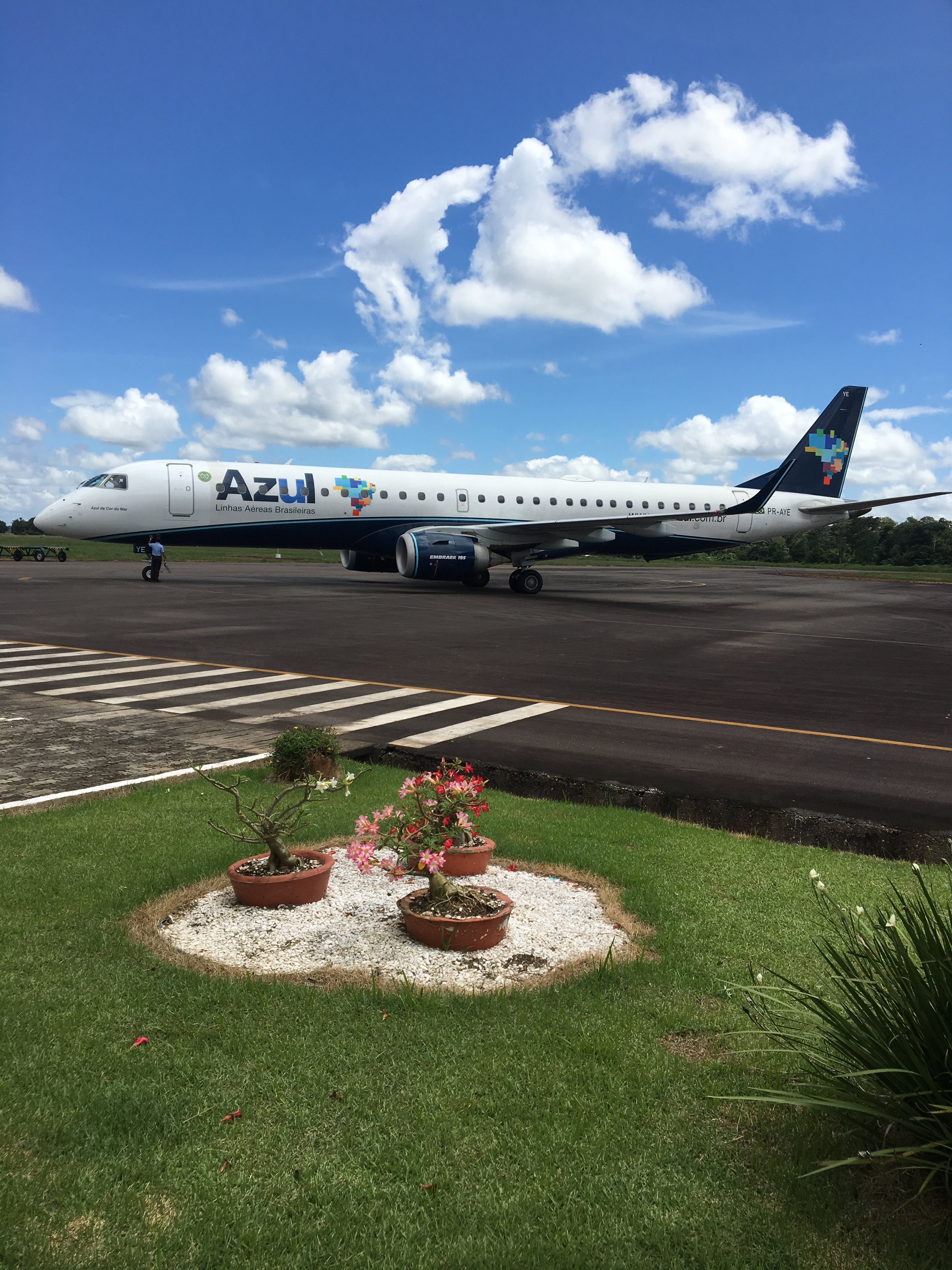
Aeronave da Azul Aeroporto de Cacoal.

A Trip Linhas Aéreas iniciou as operações no Aeroporto no dia 27 de dezembro de 2011, que depois foi assumida pela Azul Linhas Aéreas. A empresa foi a primeira a voar para o município rondoniense, que entrou na malha da companhia como o 88º destino no Brasil. A rota inicial liga Cacoal a Cuiabá com conexões para o restante do Brasil.
A Avianca Linhas Aéreas, foi convidada para suprir a demanda do Aeroporto de Cacoal, no dia 29 de maio de 2012, onde a mesma nunca apresentou uma resposta.
A Rima Aero Táxi chegou a operar LAS entre Cacoal a Porto Velho, sendo que após alguns meses de operação, foi descontinuado.

## Movimento
| Ano  | Passageiros | Variação |
|      |             |          |
| 2015 | 57.472      | 3,1%     |
| 2014 | 55.756      | Estável  |